# Sigodang Tua
Sigodang Tua is een bestuurslaag in het regentschap Toba Samosir van de provincie Noord-Sumatra, Indonesië. Sigodang Tua telt 758 inwoners (volkstelling 2010).